# إكشاف مذرقي
إكشاف مذرقي أو إكشاف خلقي بالإنجليزية (Cloacal exstrophy) هو عيب خلقي شديد يكون فيه كثير من أعضاء البطن (في المثانة والأمعاء) مكشوفين. وغالبا ما يتسبب في تقسيم المثانة، الأعضاء التناسلية، وفتحة الشرج.
يمكن أن تشمل الاختبارات التشخيصية الموجات فوق الصوتية، تصوير المثانة والإحليل (VCUG)، صورة الحويضة الوريدية، صورة الكلية النووية، التصوير الطبقي المحوري المحوسب (CT)، والتصوير بالرنين المغناطيسي (MRI). الاكشاف المذلقي هو عيب خلقي نادر يوجد في 1/200000 حالة حمل و 1/400000 ولادة حية. وهو مرتبط بعيب في جدار الجسم البطني ويمكن أن يكون سببه تثبيط هجرة الأديم المتوسط. ويمكن أن يصاحب هذا العيب غالبًا تشقق العمود الفقري وتشوهات الكلى.